# Gierstdikkopje
Het gierstdikkopje (Pelopidas thrax) is een vlinder uit de familie dikkopjes (Hesperiidae). De wetenschappelijke naam is voor het eerst geldig gepubliceerd in 1821 door Hübner.
De soort komt voor in Europa.